# Ohaeawai
Ohaeawai est une petite localité dans le District du Far North de l’Île du Nord de la Nouvelle-Zélande.

## Situation
C’est un village localisé à la jonction de la route State Highway 1/S H 1 et de la route state Highway 12 (en) ,située à quelque 250 km de la cité d’Auckland. 
La ville de Kaikohe est à 10,4 km vers l’ouest et la Baie des îles est à courte distance en voiture vers l’est.

## Histoire

### Période Maori
À proximité se trouve le site de la bataille sanglante de Ohaeawai (en), liée aux combats au niveau du pā Pene Taui,  durant la guerre des fanions (en) en 1845.
Les eaux chaudes et thérapeutiques du spa de Ngawha Springs forment une petite zone thermale, situées à l’ouest, où se situe aussi la prison du Northland (en).
Le village est le centre d’un district agricole riche, qui résulte des sols volcaniques fertiles, avec un territoire connu des Ngāpuhi sous le nom de Tai-a-mai.
Taiamai est le nom donné à un important bloc de roche volcanique situé à environ 400 mètres situé au sud-est de l’hôtel d’Ohaeawai. 
Ce bloc de rocher proéminent est haut d’environ 3,5 mètres, et était autrefois un “uruuru whenua”: un emplacement où les voyageurs récitaient une prière et déposaient une petite offrande, telle qu’une branche ou une touffe d’herbe dans le but de satisfaire les esprits de ce lieu .

### Colonisation
En 1845, les Te Ruki Kawiti (en) et Pene Taui fortifièrent le “ Taui's pā” alors que les forces britanniques conduisirent le siège jusqu’en juillet 1845 de cette année-là, mais l’issue de la bataille d'Ohaeawai (en) est considérée comme une défaite des forces coloniales britanniques.
L’église anglicane St. Michael fut construite en 1870 sur le site d’un pā.
Cette église anglicane St. Michael est située à 7,2 km à partir de la ville de Kaikohe et 3,2 km à partir du centre-ville de Ohaeawai, situé sur une montée douce, à courte-distance à l’ouest de la route principale .
La localité est habituellement appelée Ngawha, à partir des sources chaudes présentes dans le voisinage.
Cowan en 1922 affirmait que le site de l’église (et que le pā plus ancien), est le véritable site de la ville d’Ohaeawai et que la ville Européenne, qui s’est approprié le nom, devrait proprement être connue sous le nom de "Taiamai" .

## Population
Selon le recensement de recensement de 2006 en Nouvelle-Zélande, on enregistrait une population à Ohaeawai de 711 habitants, en diminution de 15 personnes depuis 2001.

## Éducation
L’école de Ohaeawai School (en) est une école mixte, contribuant au primaire;  (allant de l’année 1 à 6) avec un taux de décile de 2 et un effectif de 119 élèves .